# Rue Hyacinthe
La rue Hyacinthe est une ancienne voie de Paris qui était située dans l'ancien 9e arrondissement (actuel 4e arrondissement) et qui a été supprimée 1841.

## Situation
Située dans l'ancien 9e arrondissement, quartier de l'Hôtel-de-Ville, la rue des Haudriettes commençait aux 6-8, quai de la Grève et finissait aux 75-77, rue de la Mortellerie.
Il n'y avait pas de numéro.

## Origine du nom
La rue Hyacinthe a aussi porté le nom de ruelle Hyacinthe, impasse Hyacinthe, rue Saint-Hyacinthe, rue Grillée ou rue Fermée.

## Historique
La rue faisait 1,78m de large en 1508, et 1,60m en 1791.
Elle a été supprimée par une ordonnance royale du 15 mars 1841.